# Mihovil Karuza
Mihovil Karuza (Split, 29. siječnja 1975. – Split, 14. prosinca 2020.), bio je hrvatski violončelist i glazbeni pedagog.

## Životopis
Mihovil Karuza niže i srednje glazbeno obrazovanje stekao je u Splitu na glazbenoj školi Josip Hatze u klasi prof. Vladimira Lukasa. Nakon završene srednje škole, 1992. godine se upisuje na Muzičku akademiju u Zagrebu, u klasu prof. Valtera Dešpalja, gdje s odličnim uspjehom diplomira 1996. godine. Tijekom školovanja i studija dobitnik je brojnih nagrada.
Od 1997. do 2000. godine djelovao je kao stalni član orkestra Zagrebačke filharmonije, od 2000. do 2002. godine djeluje kao solo-violončelist orkestra HNK u Splitu, prvi violončelist Splitskog komornog orkestra i član Splitskog klavirskog tria. 
Od 2002. godine boravio je u SAD na postdiplomskom studiju na Pennsylvania State University, u klasi prof. Kim Cook, gdje je i magistrirao 2004. godine. Usavršavao se kod svjetski poznatih glazbenika i pedagoga (K. Botvay, L. Claret, M. Hayashi, A. Parisot, S. Sondeckiene, M. Steinkühler).
Od 2002. do 2004. godine djeluje kao solo-violončelist Altoona Symphony Orchestra i Pennsylvania Centre Orchestra. Po povratku u Hrvatsku ponovno preuzima mjesto solo-violončelista orkestra HNK u Splitu.
Snimao je za HRT i RTV Slovenije, a bavi se i pedagoškim radom kao asistent na Pennsylvania State University, Umjetničkoj akademiji u Splitu, kao profesor na osnovnoj glazbenoj školi "Lovro pl. Matačić" u Omišu, te održavajući majstorske tečajeve u inozemstvu.
Njegovao je koncertnu karijeru nastupajući uz Hrvatski komorni orkestar, Splitski komorni orkestar, Simfonijski puhački orkestar HV-a, Komorni orkestar HNK Split, The Penn State Philharmonic Orchestra i Penn State Chamber Orchestra (uz dirigente P. Dešpalja, M. Tarbuka, D. Sremeca, T. Ninića, S. Zaninoviha, G. Edelsteina i L. Lebasa) te održavajući recitale u Hrvatskoj i inozemstvu (Slovenija, Italija, Austrija, Francuska, SAD).

## Vanjske poveznice
- International Music Festival "URSUS" – Mihovil Karuza, cello (engl.) (slov.)
- Mihovil Karuza na Discogsu